# Eric Brunner
Eric Brunner, né le 12 février 1986 à Dublin (Ohio, États-Unis), est un ancien joueur américain de soccer ayant évolué au poste de défenseur.

## Parcours
À seulement 28 ans, Brunner annonce la fin de sa carrière de sportif le 12 novembre 2014, expliquant ses difficultés liées à de nombreuses blessures.